# تشيهيرين
تشيهيرين هي مدينة تقع في تشيركاسي أوبلاست في وسط أوكرانيا. يبلغ عدد سكان المدينة حوالي 8،664 نسمة (إحصاء 2021).